# Polystichtis cuprea
Polystichtis cuprea är en fjärilsart som beskrevs av Butler 1867. Polystichtis cuprea ingår i släktet Polystichtis och familjen Riodinidae. Inga underarter finns listade i Catalogue of Life.